# Cultura de Haití

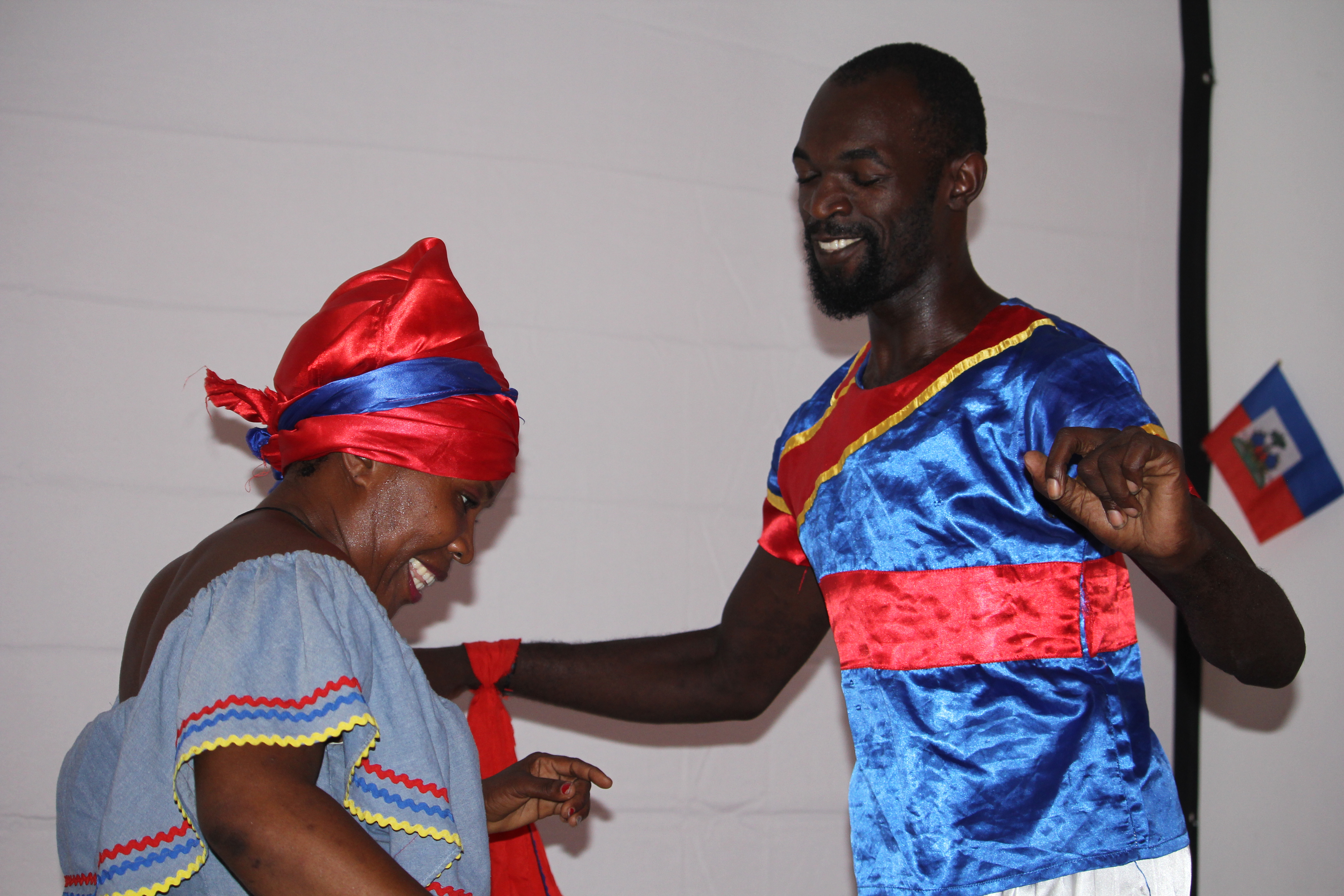
Danza folclórica haitiana.

La cultura de Haití muestra trazos de mestizaje entre las tradiciones europeas (francesas y españolas) y africanas, debido a la trata de esclavos de la que procede la mayoría de la población. Quedan algunas cuevas y dibujos procedentes de la cultura de los taínos, primeros habitantes de la isla. Sin embargo a la llegada de los piratas a la Isla Hispaniola, el gobernador Osorio, había movido la población nativa a la parte oriental de la isla. Así que los esclavos traídos por los franceces nunca llegaron a relacionarse con los tainos o sus descendientes.

## Lenguas
Los idiomas  oficiales de Haití son el francés y el creole, que proviene del criollo. 
La educación es gratuita y obligatoria para niños de 6 hasta 12 años, sin embargo, al país le falta instalaciones adecuadas y hay muchos infantes que no acuden a la escuela.
El francés es uno de los dos idiomas oficiales, pero no es hablado por la mayor parte 
de la población. Casi todos los haitianos hablan kreyòl (criollo o creole haitiano), el otro idioma oficial del país. El francés es hablado entre los jóvenes y en el sector comercial. El español es hablado principalmente en las zonas limítrofes a la República Dominicana.

## Religión
En Haití, 40% de los habitantes son católicos y algo más de un 30 % son protestantes. Sin embargo, el vudú haitiano es una religión practicada. Se trata de una tradición asociada a la llegada de esclavos desde África a América, hace único al país, puesto que es practicado por un 4 % de la población.

## Música
La música de Haití es influida sobre todo por los lazos europeos coloniales y la migración africana (por la esclavitud). En el caso de la colonización europea, el idioma musical es el creole, que está derivado del francés. Sin embargo, la música haitiana tiene una significativa influencia española por la vecina República Dominicana. La bachata y el merengue, ritmos musicales oriundos de la República Dominicana, han logrado internacionalizarse y por ende son escuchados al menos por el 10 % de la población haitiana y toda Latinoamérica. Otro ritmo original de Haití es el kompa.
El compás (en francés) o konpa (en el criollo haitiano) es una música compleja, proveniente de ritmos africanos y del baile de salón europeo, surtida con la cultura de la burguesía haitiana; entre sus máximos exponentes están Tabou Combo. Haití no tenía ninguna música registrada hasta 1937, cuando el Jazz Guignard fue registrado sin ánimo de lucro. Uno de los artistas haitianos más populares es Wyclef Jean, de estilo hip hop.

## Festivales
Las fiestas más importantes en Haití ocurren en la temporada de Carnaval. La Rara tiene lugar antes de Pascua.

## Literatura
La mayoría de la literatura de Haití se escribe en idioma francés francés. Actualmente, aumenta progresivamente el número de autores que escriben en creole. 
Los autores de mayor fama internacional son Jean Price-Mars, Jacques Roumain, Marie Vieux Chauvet, Jacques Stephen Alexis, René Depestre, Jean Métellus y el multifacético artista Frankétienne, y en la diáspora Dany Laferrière (Comment faire l'amour avec un nègre sans se fatiguer, 1985), Émile Ollivier, Louis-Philippe Dalembert o Marie-Célie Agnant.
Entre los autores de la diáspora, algunos escriben en inglés (como Edwige Danticat) y otros en español (como Micheline Dusseck).